# 47. Филмски сусрети у Нишу
47. Филмски сусрети одржани су од 25. августа до 30. августа 2012. године на летњој позорници у Нишкој тврђави. Директор Фестивала је био Срђан Савић а уметнички директор фестивала Драган Вујић.

## Жири
| Састав жирија      |                 |                     |
| председница жирија | Злата Нуманагић | Злата Нуманагић     |
| чланови жирија     | Милена Павловић | Небојша Миловановић |

## Програм
Током фестивала приказано је тринаест филмова у конкуренцији и гостујући филм Оркестар. Филмови Нарцис и ехо и Фрау Анштајн нису намењени широкој публици и због тога су приказани у биоскопу Купна.
| Дан                                                                | Програм |
| ------------------------------------------------------------------ | ------- |
| 25. август                                                         |         |
| Пријем за госте и учеснике Фестивала                               |         |
| Свечано отварање                                                   |         |
| Шешир професора Косте Вујића (Здравко Шотра)                       |         |
| Црна Зорица (Радослав Павковић)                                    |         |
| 26. август                                                         |         |
| Зверињак (Марко Новаковић)                                         |         |
| Ин мемориам                                                        |         |
| Доктор Реј и ђаволи (Динко Туцаковић)                              |         |
| 27. август                                                         |         |
| Устаничка улица (Мирослав Терзић)                                  |         |
| Свечана додела награде „Павле Вујисић“                             |         |
| Практични водич кроз Београд са певањем и плакањем (Бојан Вулетић) |         |
| Нарцис у ехо (Милутин Милошевић)                                   |         |
| Клип (Маја Милош)                                                  |         |
| 28. август                                                         |         |
| Парада (Срђан Драгојевић)                                          |         |
| Жућко - прича о Радивоју Кораћу (Гордан Матић)                     |         |
| Фрау Анштајн (Милош Јовановић)                                     |         |
| 29. август                                                         |         |
| Смрт човека на Балкану (Мирослав Момчиловић)                       |         |
| Свечано уручење награде Она и он                                   |         |
| Ас пик - лоша судбина (Светислав Прелић)                           |         |
| 30. август                                                         |         |
| Свечана додела награда и затварање фестивала                       |         |
| Оркестар (Пјер Жалица) гостујући филм                              |         |

## Награде
Из наградног фонда издвојено је 200.000 динара за најбољег глумца фестивала, Гран при Наиса. Добитници награде за најбољу мушку и женску улогу, Цар Константин и Царица Теодора су добили по 150.000 динара, добитници повеља по 100.000 динара, а најбољи дебитант и епизодиста по 80.000 динара.
| Званичне награде                         |                    |                      |                                                                             |
| Награда                                  | Добитник/Добитница | Улога                | Филм                                                                        |
| Гран при Наиса                           | Александар Берчек  | Пpофесор Коста Вујић | Шешир професора Косте Вујића                                                |
| Цар Константин                           | Уликс Фехмију      | Мићун                | Устаничка улица                                                             |
| Царица Теодора                           | Христина Поповић   | Бисерка              | Парада                                                                      |
| Повеља за најбољу мушку улогу            | Драган Бјелогрлић  | Ратко Дражевић       | Доктор Реј и ђаволи                                                         |
| Повеља за најбољу женску улогу           | Анита Манчић       | Вера и Мелита        | Смрт човека на Балкану и Практични водич кроз Београд са певањем и плакањем |
| Награда за најбољу епизодну мушку улогу  | Бранимир Брстина   | Професор Зечевић     | Шешир професора Косте Вујића                                                |
| Награда за најбољу епизодну женску улогу | Наташа Нинковић    | Нада                 | Смрт човека на Балкану                                                      |
| Награда за најбољег дебитанта            | Маријана Пејатовић | Срна                 | Зверињак                                                                    |

| Незваничне награде              |                                   |                                                                             |
| Награда                         | Добитник/Добитница                | Филм                                                                        |
| Глумачки пар године             | Слобода Мићаловић и Иван Босиљчић | Непобедиво срце                                                             |
| Награда за најбољу женску улогу | Анита Манчић                      | Смрт човека на Балкану и Практични водич кроз Београд са певањем и плакањем |
| Награда за најбољу мушку улогу  | Емир Хаџихафизбеговић             | Смрт човека на Балкану                                                      |

- Награда Павле Вуисић за 2012. годину припала је глумцу Марку Николићу.[6]
- Награда Златна линцура је додељена филму Зверињак, редитеља Марка Новаковића.[7]
- За најбољег глумца и продуцента проглашен је Гордан Кичић.

Додељене су и награде страним глумцима у домаћем филму.
- Никола Ристановски за улогу шумара у филму „Зверињак“, добио је специјално признање за најбољег страног глумца.
- Повеље за стране глумце су добили Горан Навојец за улогу Роко у филму Парада, Емир Хаџихафизбеговић за улогу Аце у филму „Смрт човека на Балкану“ и Тони Михајловски за улогу Азема у Паради.

Глумца вечери бира публика за најбољу улогу у филму.
- Глумац прве вечери је Александар Берчек за улогу пpофесора Косте Вујића у филму Шешир професора Косте Вујића
- Глумац друге вечери је Миодраг Крстовић за улогу Страина у филму Зверињак.[9]
- Глумац треће вечери је Гордан Кичић за улогу у филму Устаничка улица[10]
- Глумац четврте вечери је Никола Којо за улогу Лимуна у филму Парада.[11]
- Глумац пете вечери је Бранимир Поповић за улогу у филму Ас пик - лоша судбина[12]